# Aeddan ap Blegywryd
Aeddan ap Blegywryd (overleden 1018) was mogelijk koning van Gwynedd van 1003 of later tot 1018.
Van Aeddan is niets bekend, behalve dat hij in 1018 werd verslagen door Llywelyn ap Seisyll, waarbij hijzelf en zijn vier zonen sneuvelden. Traditioneel is dit zodanig geïnterpreteerd dat Llywelyn hierbij het koningschap op Aeddan veroverde, maar het is ook mogelijk dat er na 1003 (toen koning Cynan ap Hywel sneuvelde) geen koning van Gwynedd was, maar dat diverse koningen deelrijken regeerden. De strijd tussen Llywelyn en Aeddan zou dan de laatste fase in een reünificatieproces zijn. Ook is het mogelijk dat Llywelyn de regerend koning, en Aeddan de opstandeling was.